# Estranho Jeito de Amar
"Estranho Jeito de Amar" é uma canção da dupla brasileira Sandy & Junior, lançada como segundo single do álbum Sandy & Junior (2006). Foi composta por Tatiana Parra, Junior Lima e Otávio de Moraes e estreou nas rádios e na TV em agosto de 2006. O videoclipe da faixa, inspirado no filme Tudo Sobre Minha Mãe (1999), do cineasta espanhol Pedro Almodóvar, foi dirigido por Fernando Andrade e Junior e protagonizado por Sandy.

## Videoclipe
O videoclipe da faixa foi dirigido por Fernando Andrade e Junior Lima, e foi inspirado no filme Tudo sobre Minha Mãe (1999), do cineasta espanhol Pedro Almodóvar, se mostra diferente do formato tradicional, pois apresenta uma longa narrativa, em que a música aparece mais como um complemento da história contada no vídeo. Foi filmado em câmeras 16mm e se tornou um vídeo curta-metragem.

"O vídeo é mais longo porque sentimos a necessidade de criar uma história que envolvesse o espectador, para que não fosse só mais um clipe de música sobre briga de casais. Daí eu sugeri a ideia de fazer algumas referências ao filme 'Tudo Sobre Minha Mãe', do Almodóvar, e o Junior topou".

Sua estreia aconteceu no dia 10 de agosto de 2006, com exclusividade no portal UOL e teve sua estreia na TV no dia seguinte. Durante as quatro primeiras horas que o clipe ficou no ar na TV UOL, ele alcançou o primeiro lugar na classificação dos vídeos mais vistos no mês. O vídeo também foi exibido no Festival de Cinema e Vídeo de Gramado, em 16 de agosto. O videoclipe, considerado também como curta-metragem, concorreu no festival como Melhor Direção, para Fernando Andrade e Junior Lima.
No vídeo, Sandy interpreta Luiza, e Junior interpreta Pedro. Ela e o namorado, chamado Vitor, brigam durante uma festa e se separam. Numa noite chuvosa, a cantora decide ir até a casa do amado para reencontrá-lo. Quando chega lá, Vitor aparece tirando a roupa de outra moça. Depois de pegar o namorado em flagrante, Sandy sai correndo e pega um táxi. Vitor sai atrás dela e morre atropelado. Junior aparece em poucas cenas, dentre elas tocando guitarra ao lado da irmã, em um show. Na outra, está com ela no hospital, depois do acidente. Na sequência final, Sandy encontra a música que o namorado, antes de morrer, teria feito para ela, que é a letra de "Tudo pra Você", canção que finalmente encerra o filme.
Também foi indicado a Melhor Clipe Pop no Video Music Brasil (VMB). Foi considerado pela Folha de S. Paulo, o melhor clipe pop do ano.

### Ficha técnica
- Duração: 13:31
- Direção: Fernando Andrade e Junior Lima
- Assistente de Direção: Renata Pimenta e Felipe Frota
- Coordenação de Produção: Claudia Camargo
- Fotografia: Francisco Oliveira "Chiquinho"
- Colorista: Ely Silva
- Roteiro: Ronaldo Wrobel
- Produção Executiva: Carlos Mamoni Jr. "KK" e Waldemar Tamagno
- Direção de Arte: Max Pochon e Cláudio Magalhães
- Figurino: Luiz Nogueira
- Montagem: Fernando Andrade e Diego Costa
- Custo estimado: R$ 120.000,00
- Local: São Paulo, Brasil
- Data da Gravação: 23 de julho a 2 de agosto de 2006

### Desempenho
O videoclipe chegou ao topo das paradas de videoclipes da MTV Brasil, como o Disk MTV e o Top 20 MTV.

## Elenco
| - Sandy (Luiza) - William Mello (Vitor) - Caroline Abras (Patricia) - Junior Lima (Pedro) - Raoni Carneiro (Guilherme) | - Maurício Rossetti (Médico 1) - Marcelo Fogaça Gala (Médico 2) - Fabrício Malaquias (Enfermeiro 1) - Marcelo Rodrigues (Enfermeiro 2) - Ronaldo Wrobel (Enfermeiro 3) |